# قلعة دوبية
قلعة دوبية هي قلعة صليبية تقع بالقرب من بلدة شقرا في جبل عامل (جنوب لبنان). وهي قائمة على أنقاض بناء روماني ويبلغ طولها 125متراً وعرضها 80 متر.

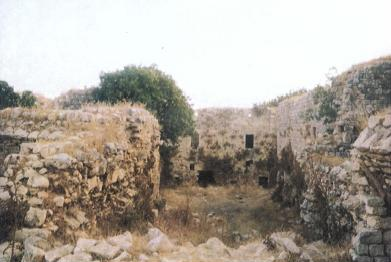
قلعة دوبيه في جبل عامل

## أصل التسمية
هناك رأي أن اسمها يعود إلى اسم (دي بويون) من (فرانسوا دي بويون) وهو أحد القادة الصليبيين.

## وصف القلعة
هي قلعة قديمة لها خندق كبير وفيها لوازم الحصار يحيط بها واد من جهاتها الثلاث ما عدا الجنوبية. لها ربض من غربها يعرف بالزنار.
يبلغ طولها حوالي سبعون متراً وعرضها حوالي الأربعين فيها ثلاث طبقات والثالثة مهدمة بفعل الاعتداءات الإسرائيلية سنة 1972 وفيها حوالي الثلاثون غرفة وحجرة داخلها يوجد بئر يعرف بالمشنقة وخارجها خزان كبير حفر في الصخر الأصم.

## تاريخ القلعة
صنّفت دوبيه في كتاب «خطط جبل عامل» للسيد محسن الأمين، في باب قلاع وحصون، وكتب عنها «دوبيه قلعة قديمة لها ربض من غربها يسمّى الزنّار، ومن أرضها قطعة تسمى مرج السّت، إلى اليوم، من جهة حولا. يبلغ طولها 125 متراً وعرضهما 80 متراً. فيها ثلاث طبقات، الثالثة مهدمة؛ وفي الطبقتين الباقيتين 32 حجرة وغرفة، وفي داخلها وخارجها صهاريج كثيرة. وكان لقلعة دوبيه استعمال في تاريخ لبنان المعاصر، فهي كانت ملجأ الأمير يونس المعني وولديه ملحم وحمدان من وجه الكجك أحمد باشا والي صيدا، لما زحف بعساكره لمحاربة أخيه فخر الدين الذي فرّ إلى قلعة شقيف تيرون».
لم تجر بحوث أثرية وافية عن هذه القلعة لتحديد تاريخها بشكل دقيق. ولكن هناك مؤشرات عدة تدل على أنها رومانية وتجدد بناؤها على عهد الصليبيين في القرن الحادي عشر. ولكن الرحالة والمؤرخ العربي ابن جبير لم يذكرها في كتابه بالرغم من أنه مر بقربها، إذ يقول : «…واجتزنا في طريقنا بين هونين وتبنين بواد ملتف الشجر وأكثره شجر الرند, بعيد العمق كأنه الخندق السحيق لمهوى ,تلتقي حافتاه ويتعلق بالسماء أعلاه يعرف بالإسطبل لو ولجته العساكر لغابت فيه, لا مجال ولا منجى لسالكه عن يد الطالب فيه، المهبط إليه والمطلع عنه عقبتان كؤودان فعجبنا من أمر ذلك المكان وأجزنا عنه يسيرا وانتهينا إلى حصن كبير من حصون الإفرنج يعرف بتبنين ……».
إشارة إلى أن رحلة ابن جبير امتدت من سنة 1182 إلى سنة 1185 ميلادية, وعدم ذكره للقلعة رغم كبر حجمها وأهميتها يشكك في احتمال وجودها في ذلك الوقت, واحتمال أنه لم يرها مستبعد كون القلعة تبعد فقط مئتي متر عن وادي الإسطبل التي مر فيها الرحالة العربي.
جددها آل علي الصغير في عهد ناصيف بن نصار وسكنوها وبناءهم فيها ظاهر ومفترق عن بنائها الأصلي، ومن أرضها قطعة تسمى مرج الست إلى يومنا هذا كانت مزدرعاً لإحدى نسائهم. وممن جدد بناءها الشيخ ظاهر بن نصار النصار ابن أخ ناصيف النصار من آل علي الصغير، ولما أتم بناءها وصعد إلى أعلاها ليشرف على مناظرها سقط إلى الأرض ومات وذلك سنة 1163 هجرية. وقيل أنها كانت مقر مراد النصار في عهد اخيه ناصيف النصار وبعده كانت مقر ابنه قاسم المراد.
وفيها اختبأ الأمير يونس المعني بولديه ملحم وحمدان من وجه الكجك أحمد باشا والي صيدا لما زحف بعساكره لمحاربة أخيه فخر الدين كما فر أخيه فخر الدين إلى قلعة شقيف تيرون وذلك سنة 1044 هجري.وبعض عقودها يظهر أنه كان هدم عمداً ذلك أنه هدمت قمة العقد وبقيت جوانبه مما يدل أنه هدم عمداً كما كانوا يفعلون بالقلاع والحصون عند تركها خوفاً من سيطرة العدو عليها والتحصن بداخلها.

## طالع
- قلعة بيروت